# Nicole et sa vertu
Pour plus de détails, voir Fiche technique et Distribution.
Nicole et sa vertu est un film français réalisé par René Hervil, sorti en 1932.

## Fiche technique
- Titre : Nicole et sa vertu
- Réalisation : René Hervil
- Scénario : René Hervil, d'après la pièce de Félix Gandéra
- Photographie : Robert Lefebvre et Julien Ringel
- Musique : Albert Chantrier
- Pays de production :  France
- Production : Établissements Jacques Haïk
- Durée : 100 minutes
- Date de sortie : France, 3 janvier 1932

## Distribution
- Alice Cocéa : Nicole Versin
- André Roanne : Lucien Versin
- Robert Goupil : Lafillette
- Paulette Duvernet : Mado Vinci
- Enrique Riveros : Luisito
- Andrée Méry : Mme Buzet
- Claude Barghon : le petit François